# Cinq pour l'enfer
Pour plus de détails, voir Fiche technique et Distribution.
Cinq pour l'enfer (5 per l'inferno) est un film italien réalisé par Gianfranco Parolini (crédité comme Frank Kramer), sorti en 1969. 

## Synopsis
En 1944 dans l'Italie occupée, un commando spécial de cinq soldats américains, dirigé par le lieutenant Glenn Hoffman, est formé pour mettre la main sur des plans ennemis cachés dans un coffre-fort. La troupe va devoir s'infiltrer dans une villa qui sert de QG aux Nazis pour les voler. Mais le plan s'avère être plus compliqué lorsqu'ils vont devoir faire face à l’infâme colonel Hans Müller, un officier SS d'une cruauté aussi implacable que glaciale. Hoffman et ses hommes peuvent compter sur l'aide d'Helga Richter, une agent double allemande et  informatrice pour les Alliés. Mais elle est convoitée par Müller, obsédé par cette dernière au point de tuer son amant sous ses yeux.

## Fiche technique
- Titre original : 5 per l'inferno
- Titre français : Cinq pour l'enfer
- Réalisation : Gianfranco Parolini (crédité comme Frank Kramer)
- Scénario : Renato Izzo et Gianfranco Parolini
- Montage : Giuseppe Bellecca
- Musique : Elsio Mancuso
- Photographie : Sandro Mancori
- Production : Paolo Moffa et Aldo Addobbati
- Pays d'origine :  Italie
- Langue originale : italien, allemand
- Format : couleur - 35mm - stéréo
- Genre : film de guerre
- Durée : 95 minutes
- Dates de sortie : 
  - Allemagne : 18 janvier 1969
  - France : 13 août 1969

## Distribution
- Gianni Garko (crédité comme John Garko) (VF : Jean Lagache) : Le lieutenant Glenn Hoffman
- Margaret Lee : Helga Richter
- Klaus Kinski (VF : Marc Cassot) : Le colonel Hans Müller
- Aldo Canti (crédité comme Nick Jordan) : Nick Amadori
- Sal Borgese : Al Siracuse
- Luciano Rossi : Johnny 'Chicken' White
- Samson Burke (crédité comme Sam Burke) (VF : Claude Bertrand) : Le sergent Sam McCarthy
- Irio Fantini : Friedrich Gerbordstadt
- Biagio Gambini (VF : Edmond Bernard) : L'amant d'Helga (non crédité)
- Mike Monty (VF : René Bériard) : Le capitaine Nixon (non crédité)
- Bill Vanders (VF : Louis Arbessier) : Le général américain (non crédité)